# Unicredit Czech Open 1994
L'Unicredit Czech Open 1994 è stato un torneo di tennis facente parte della categoria ATP Challenger Series nell'ambito dell'ATP Challenger Series 1994. Il torneo si è giocato a Prostějov in Repubblica Ceca dal 12 al 18 dicembre 1994 su campi in terra rossa.

## Vincitori

### Singolare
Karol Kučera ha battuto in finale  Tomáš Anzari con il punteggio di 6–0, 6–4

### Doppio
Jiří Novák /  Radomír Vašek hanno battuto in finale  Sjeng Schalken /  Joost Winnink con il punteggio di 6–7, 6–3, 6–4